# Sturmpanzerwagen Oberschlesien
O Sturmpanzerwagen Oberschlesien, foi um tanque leve de assalto projetado durante a Primeira Guerra Mundial pelo Império Alemão. Ele possuía um design bem radical para possibilitar uma rápida movimentação em combate.

## Links e referências
- Primeiros Panzer 1917-1918
- Wikipédia anglófona - Sturmpanzerwagen Oberschlesien